# Yvette Horner
Yvette Horner (Tarbes, 1922. szeptember 22. — Courbevoie, 2018. június 11.) francia harmonikás.

## Pályafutása
Szülővárosában, majd Toulouse-ban, később Párizsban zongorázni tanult. 1948-ban első helyezettje volt a második világháború utáni első nemzetközi harmonikafesztiválnak (Coupe Mondiale; Párizs), amit 1948 óta évente a világ más és más városában rendeznek meg.
1952-1964 között a Tour de France hivatalos zenésze volt. A díjátadásokon minden szakaszgyőztes tiszteletére játszott.
1998-ban Maurice Béjart híres Diótörő előadásán a keresztanya szerepében lépett fel.
2005-ben megjelentette önéletrajzát Le biscuit dans la poche címmel.

## Fordítás
- Ez a szócikk részben vagy egészben  a(z)   Орнер, Иветт című orosz Wikipédia-szócikk ezen változatának fordításán alapul.  Az eredeti cikk szerkesztőit annak laptörténete sorolja fel. Ez a jelzés csupán a megfogalmazás eredetét és a szerzői jogokat jelzi, nem szolgál a cikkben szereplő információk forrásmegjelöléseként.